# Stefan Bukinac
Stefan Bukinac (serbisch-kyrillisch Стефан Букинац; * 8. Juli 2005 in Srbobran, Serbien und Montenegro) ist ein serbischer Fußballspieler.

## Karriere

### Vereine
Bukinac unterschrieb seinen ersten Profivertrag am 17. Oktober 2022 und begann somit seine Karriere beim FK Vojvodina Novi Sad, für den er am 30. Juli 2023 in der SuperLiga gegen Roter Stern Belgrad in der Startelf debütierte. 
Roter Stern Belgrad versuchte mehrfach Bukinac in der Sommertransferperiode 2023 zu verpflichten. Die Angebote wurden vom Präsidenten des FK Vojvodina Zbiljic abgelehnt.

### Nationalmannschaft
Bukinac spielte 2022 erstmals für die U-17-Nationalmannschaft bei einer Europameisterschaft. Bukinac startete in allen Spielen bei der U-17 Europameisterschaft 2022 in Israel auf der Position des linken Verteidigers und steuerte durch seine Vorlage gegen Dänemark den Halbfinaleinzug bei.